# أسبرومونتي

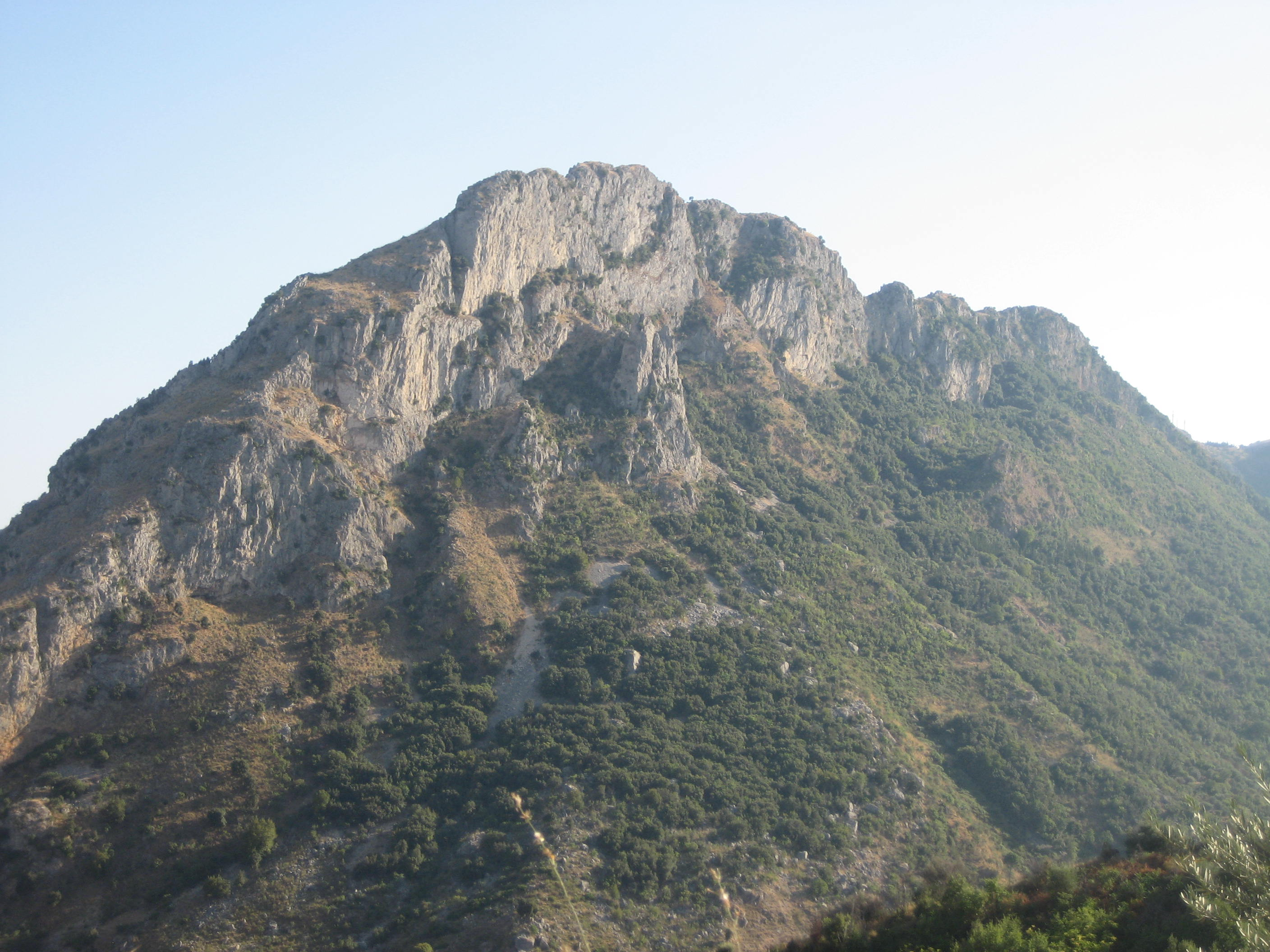
جبل كونسولينو في أسبرومونتي

أسبرومونتي (بالإيطالية: Aspromonte) هي كتلة جبلية في مقاطعة ريدجو كالابريا جنوب إيطاليا.